# Stockholms judiska filmfestival
Stockholms Judiska Filmfestival är en årlig filmfestival i Stockholm och genomfördes första gången 1992.
Festivalen äger rum varje år i maj på biograf Zita och visar filmer som har att göra med judisk kultur, judendom och Israel.